# 河东镇 (陆丰市)
河东镇，是中华人民共和国广东省汕尾市陆丰市下辖的一个乡镇级行政单位。

## 行政区划
河东镇下辖以下地区：
高田村、后陂村、大屯村、欧厝村、浮洲村、秋冬村、后坎村、甘坑村和竹坑村。